# Лоугорн, Сэмми
Сэмми Лоугорн (англ.  Sammy Lawhorn), полное имя Сэмюэл Дэвид Лоугорн (англ.  Sammy David Lawhorn, 12 Июль 1935, Литл-Рок, Арканзас — 29 апреля 1990, Чикаго, Иллинойс) — американский блюзовый гитарист и певец. Сотрудничал с Вилли Коббсом и Мадди Уотерсом.

## Биография
Сэмюэл Дэвид Лоугорн родился 12 июля 1935 году в Литл-Роке, штат Арканзас. В возрасте 15 лет начал музыкальную карьеру, когда аккомпанировал Емлору Микли, известному под сценическим именем Дрифтинг Слим. При поддержке Сонни Бой Уильямсона II начал выступать вместе с ним на радиошоу King Biscuit Radio Show. В Хьюстона Стэкхаус брал уроки игры на слайд-гитаре. В 1953—1958 проходил службу в Военно-морских силах США, тогда же около 5 лет проработал аэрофотографом на разведывательном самолёте в Корее, был ранен. После освобождения по состоянию здоровья в 1958 году поселился в Мемфисе (Теннесси), где начал записываться с такими музыкантами как Рой Браун, Эдди Бойд (1961), the Five Royales и Вилли Коббс.
В конце 1950-х переехал в Чикаго. С начала середины 1960-х начал играть в Мадди Уотерсом (в 1957 году группа Уотерса оставил Джимми Роджерс, чтобы начать сольную карьеру, поэтому место второго гитариста было вакантное) на первые записи «My Dog Can not Bark» и «Birdnest on the Ground». Вместе с Уотерсом выступил в программе The Blues на канадском телевидении. Сотрудничал с Уотерсом до конца 1970-х годов (принял участие в записях «Live» (At Mr. Kelly’s) и The London Muddy Waters Sessions). Также аккомпанировал в составе группы Уотерса таким музыкантами как Биг Мама Торнтон, Джон Ли Гукер и Отис Спэнн. В 1973 году был уволен из группы за пьянство.
После того как оставил Уотерса, Лоугорн организовал собственную группу, с которым концертировал в клубах Чикаго (в частности регулярно выступал в клубе Theresa’s). Участвовал в записи альбомов Take Me Back Джеймса Коттона и On Tap Джуниора Уэллса.
Умер 29 апреля 1990 года в возрасте 54 лет в Чикаго, Иллинойс.

## Дискография
- The Bluesmen of the Muddy Waters Chicago Blues Band, vol. 2 (Spivey, 1968)
- Living Chicago Blues Volume 3 (Alligator, 1978) с Пайнтоп Перкинсом
- After Hours (Isabel, 1980)